# Alberto de San Román y de la Fuente
Alberto de San Román y de la Fuente (geboren am 15. Februar 1923 in Madrid; gestorben am 22. Juni 2012 in Madrid) war ein spanischer Handballspieler, Hockeyspieler, Handballtrainer und Handballfunktionär. Er hatte großen Einfluss auf die Aufnahme des Hallenhandballs als olympische Sportart.
Alberto de San Román machte am Instituto Cardenal Cisneros sein Abitur, das er 1942 an der Universität Madrid ablegte, und begann ein Jurastudium; 1951 wurde er Mitglied der Anwaltskammer in Madrid. Er spielte Feldhandball, Feldhockey und Basketball; mit 17 Jahren wurde er Madrider Meister im Diskuswurf und Kugelstoßen, mit Atlético de Madrid wurde er im Jahr 1950 spanischer Feldhockeymeister. Er gehörte der spanischen Feldhandballnationalmannschaft sowie der spanischen Hockeynationalmannschaft an.
Ab 1942 war de San Román Vorstandsmitglied des spanischen Handballverbands. Von 1953 bis 1956 war er als Nationaltrainer der spanischen Handballnationalmannschaft aktiv. Ab 1965 war er Vizepräsident der FEBM und von 1965 bis 1972 Präsident des Handballverbands. Er gehörte ab 1965 dem Comité Olímpico Español an. 1972 wurde er Generaldirektor beim Consejo Superior de Deportes, später war er dort als Rechtsberater tätig. Im Jahr 1970 wurde er in Madrid zum Mitglied des Rates der Internationalen Handballföderation (IHF), deren erster Vizepräsident er später wurde und bis 1980 blieb. Im Jahr 2007 wurde er zum Ehrenmitglied der IHF ernannt.
Er war verheiratet und hatte sechs Kinder.

## Werk
- Balonmano femenino: a once y en sala, 1955